# Oče
Oče je otrokov starš moškega spola, del tradicionalno pojmovane družine. Poleg čustvenih vezi ima v večini držav oče pravno odgovornost za skrb in vzgojo otroka ter tudi določene pravice v razmerju do njega.
Običajno je oče tisti, ki je otroka spočel, bodisi po naravni poti s spolnim odnosom, bodisi z darovanjem semenčic, v tem primeru je otrokov biološki oče. Lahko pa je razmerje zgolj družbeno, če pridobi vlogo očeta s posvojitvijo ali z vstopom v razmerje z otrokovo biološko materjo – v tej situaciji je otroku očim. Tudi kadar oče z otrokom nima stika (npr. če je družino zapustil), je po zakonodaji številnih držav k njegovemu vzdrževanju dolžan prispevati vsaj finančno.